# ديو (فرقة)
ديو (بالإنجليزية: Dio)‏ هي فرقة موسيقية أمريكية تشكلت في عام 1982 بقيادة المغني روني جيمس ديو ، بعد أن غادر بلاك سابث لتشكيل فرقة جديدة مع زميله فيني أبيس ، لاعب الدرامز في الفرقة. أصدرت الفرقة عشرة ألبومات ديو كان العضو الثابت الوحيد. توقفت لفرقة في عام 2010 عندما توفي روني جيمس ديو بسبب سرطان المعدة.

## روابط خارجية
- ديو على موقع IMDb (الإنجليزية)
- ديو على موقع ميوزك برينز (الإنجليزية)
- ديو على موقع ميوزك برينز (الإنجليزية)
- ديو على موقع أول ميوزيك (الإنجليزية)
- ديو على موقع ديسكوغز (الإنجليزية)
- ديو على موقع ديسكوغز (الإنجليزية)